# Homomorfi
En homomorfi eller homomorfism är inom abstrakt algebra en strukturbevarande avbildning mellan två algebraiska strukturer, som exempelvis grupper, ringar, kroppar och linjära rum. Ordet homomorfi kommer från grekiskan, homo betyder samma och morfe betyder form eller utseende. Homomorfi skall inte blandas ihop med homeomorfi.

## Definition
En homomorfi är en avbildning mellan två algebraiska strukturer av samma typ, som bevarar uppbyggnad och form, som exempelvis sambanden mellan  neutrala element, inversa element och binära operatorer.
Beroende på vilken sorts algebraisk struktur homomorfin avbildar från och till behöver den uppfylla olika krav (se exempel nedan), man brukar därför studera olika typer av homomorfier var för sig, exempelvis grupphomomorfier och ringhomomorfier.

## Exempel

### Magmor
Givet två magmor på samma mängd, {\displaystyle (X,*)\,} och {\displaystyle (X,\cdot )}, skulle en homomorfi mellan dessa vara en funktion {\displaystyle f:X\to X} sådan att:
{\displaystyle f(x*y)=f(x)\cdot f(y)} för alla {\displaystyle x,y\in X}.

### Vektorrum
En linjär avbildning är en homomorfi mellan två vektorrum. I vektorrum finns två operationer införda, addition av vektorer och multiplikation med skalär, så att om {\displaystyle V} är ett vektorrum över kroppen {\displaystyle K} och {\displaystyle x,y} är vektorer i {\displaystyle V} och {\displaystyle \alpha } är en skalär i {\displaystyle K} så är även {\displaystyle x+y} och {\displaystyle \alpha x} vektorer i {\displaystyle V}.
Om {\displaystyle A:V\to V} är en linjär avbildning så uppfyller {\displaystyle A} att:
- {\displaystyle A(x+y)=Ax+Ay\,}
- {\displaystyle A(\alpha x)=\alpha Ax\,}

Dvs, man kan lägga ihop vektorerna eller multiplicera med skalär antingen före eller efter att man applicerat {\displaystyle A}. Man kan också se att linjära avbildningar avbildar nollvektorer på nollvektorer, så att även den strukturen bevaras.

### Ringar
I en unitär ring {\displaystyle (S,+,*)} finns två binära operatorer införda samt ett neutralt element för operatorn {\displaystyle *}. En ringhomomorfi är då en avbildning {\displaystyle f:S\to R}, där {\displaystyle (R,+,*)} är en annan ring, som uppfyller:
- {\displaystyle f(a+b)=f(a)+f(b)\,} för alla {\displaystyle a,b\in S}.
- {\displaystyle f(a*b)=f(a)*f(b)\,} för alla {\displaystyle a,b\in S}.
- {\displaystyle f(e_{S})=e_{R}\,} där {\displaystyle e_{S}} och {\displaystyle e_{R}} är neutrala element för addition i respektive mängd.

## Homomorfityper
Eftersom homomorfier är ett specialfall av morfismer, så är isomorfier och andra morfismer med särskilda egenskaper som är definierade i varje kategori också definierade för homomorfier. De allmänna kategoriteoretiska definitionerna är dock något tekniska. För modulhomomorfier och en del andra homomorfier används därför ofta följande enklare beskrivningar:
I samtliga fall nedan används två namnformer, en kortare på -morfi och en längre på -morfism.
- En isomorfi är en bijektiv homomorfi.
- En epimorfi är en surjektiv homomorfi.
- En monomorfi är en injektiv homomorfi.
- En endomorfi är en homomorfi från ett objekt till sig själv.
- En automorfi är avbildning som är både en endomorfi och en isomorfi.

Man kan använda dessa enklare beskrivningar bland annat i diagramjakt, och för att härleda speciella egenskaper för modulhomomorfier. Till exempel är en modulhomomorfi iso om och blott om den är både mono och epi, eftersom en funktion är bijektiv om och blott om den både är injektiv och surjektiv.
De allmänna definitionerna av endomorfi och automorfi sammanfaller precis med beskrivningarna ovan. Däremot krävs till exempel för att en homomorfi f ska vara en isomorfi inte bara att den är bijektiv och alltså har en funktionsinvers f-1, utan också att även f-1 är en homomorfi. För många konkreta algebraiska kategorier är detta automatiskt uppfyllt för alla bijektiva homomorfier; detta gäller bland annat homomorfier i universell algebra. Det motsvarande gäller dock inte epimorfier. Exempelvis är inklusionen av Z som en (unitär delring av Q inte surjektiv, men en ringepimorfi.